# Anglofilija
Anglofil je čovjek koji ima izražene osjećaje simpatije prema engleskoj kulturi, jeziku, narodu ili zemlji. Od 1707. godine i stvaranja Velike Britanije termin se pretežno koristi i kao osjećaj privrženosti Ujedinjenom Kraljavstvu i britanskoj kulturi. Riječ anglofilija dolazi od latinske riječi Anglus ("Englez") i antičke grčke riječi philos ("prijatelj"). Kao suprotnost se radi termin anglofob.